# Direktor fotografije
Direktor fotografije je snemalec ali vodja snemalcev in osvetljevalcev pri snemanju filma. Pri manjših produkcijah je odgovoren tako za izgled posnetka, kar pomeni, da skrbi predvsem za pravilne postavitve kamer in osvetlitev posamičnih scen in igralcev, kot za celotno tonsko snemanje. Je režiserjeva desna roka, upošteva njegova navodila, mu svetuje in predstavi možne rešitve zaradi tehničnih omejitev. Režiser se med ogledom lokacij (angleško location scout) z direktorjem fotografije posvetuje o različnih aspektih filmske produkcije, od izbire snemalne opreme do kakovosti in končnega izgleda slike in zvoka.
Sestavi si posadko pomočnikov: operater kamere (angleško camera operator) ali v žargonu "švenker", pomočnika ki vlaga film v kamero, imenovan prvi asistent snemalca (angleško first assistant camera operator), ostrilca (angleško focus puller), ki skrbi za  pravilno ostrino, "klaperja" (angleško second assistant camera operator ali angleško clapper loader), ki tolče klapo... V njegovi skupini je tudi glavni osvetljevalec ali mojster luči (angleško gaffer), ki je prvi sodelavec direktorja fotografije in vodja osvetljevalcev oziroma pogovorno "lučkarjev", glavni scenski tehnik (angleško key grip), snemalec zvoka z mikromanom, ter pomočniki, ki skrbijo za prenašanje in postavitev luči, stativov in težjih delov opreme.
Pri slovenskih filmih je praviloma zaradi manjših proračunskih sredstev tako, da direktor fotografije hkrati tudi snema. Pri večjih produkcijah pa sta osebi direktor fotografije in snemalec ločeni.